# Réseau neutre (évolution)
Un réseau neutre correspond à un groupe de gènes tous liés par des mutations ponctuelles et possédant une fonction ou fitness équivalente. Chaque nœud du réseau représente une séquence génique et chaque arête représente une mutation liant deux séquences. Les réseaux neutres peuvent être considérés comme des plateaux hauts et plats dans un paysage adaptatif. Au cours de l'évolution neutre, les gènes peuvent se déplacer aléatoirement à travers des réseaux neutres et traverser des régions d'espace de séquence, ce qui peut avoir des conséquences sur la robustesse et l'évolvabilité.

## Causes génétiques et moléculaires
Les réseaux neutres existent dans les paysages de fitness car les protéines sont robustes aux mutations. Cela mène à des réseaux de gènes étendus et de fonction équivalente, liés par des mutations neutres,. Les protéines sont résistantes à des mutations car de nombreuses séquences peuvent se replier dans des structures de repliement hautement semblables. Une protéine adopte un ensemble limité de conformations natives car ses conformères ont une énergie plus faible qu'à des états non repliés ou mal repliés (voir le ΔG du repliement),. Cela est réalisé par un réseau interne et distribué d'interactions coopératives (hydrophobes, polaires et covalentes). La robustesse structurelle des protéines résulte de quelques mutations uniques étant suffisamment perturbatrices pour compromettre la fonction. Les protéines ont également évolué afin d'éviter l'agrégation, car des protéines partiellement repliées peuvent combiner pour former des masses et des fibrilles protéiques de grosse taille, répétées et insolubles. Il a été montré que les protéines montrent des caractéristiques de conception négatives pour réduire l'exposition aux motifs en feuillets bêta à tendance agrégatoire au sein de leurs structures. De plus, des études ont montré que le code génétique en lui-même peut être optimisé de telle façon que la majorité des mutations ponctuelles mènent à des acides aminés similaires (conservatives),. Ensemble, ces facteurs créent une distribution des effets de la fitness des mutations, distribution qui contient une grande proportion de mutations neutres et quasi-neutres. 

## Évolution
Les réseaux neutres sont un sous-ensemble de séquence dans l'espace de séquence qui ont une fonction équivalente, et ainsi forment un plateau large et plat au sein du paysage de la fitness. L'évolution neutre peut ainsi être vue comme une population se dispersant à partir d'un groupe de nœuds de séquences, à travers le réseau neutre, jusqu'à un autre groupe de nœuds de séquences. Comme on pense que la majorité des événements évolutifs sont neutres,, une large proportion de changements géniques entraîne le mouvement à travers des réseaux neutres étendus.

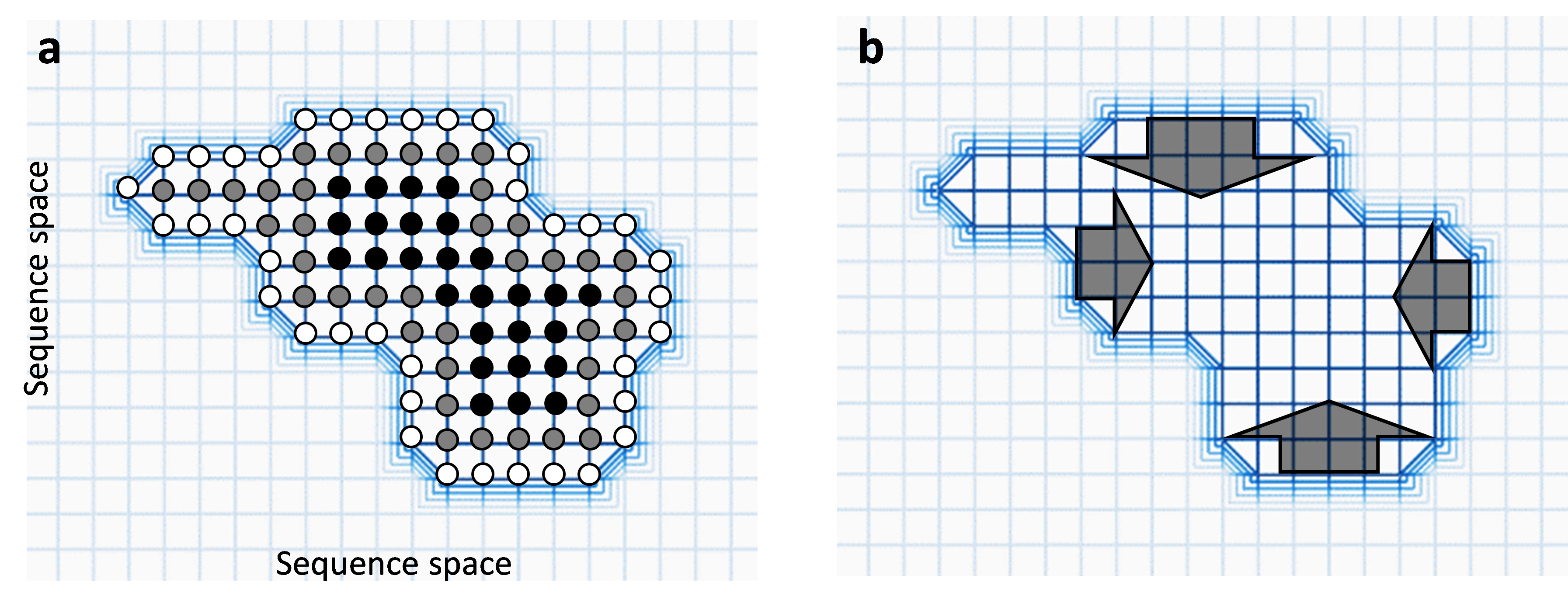
Chaque cercle représente un variant fonctionnel d'un gène et les lignes représentent des mutations ponctuelles entre eux. Les régions légèrement grillagées ont une fitness faible, et les régions plus sombres ont une fitness forte. (a) Les cercles blancs ont peu de voisins neutres, les cercles noirs en ont beaucoup. Les régions légèrement grillagées ne contiennent pas de cercles car ces séquences ont une fitness faible. (b) Au sein d'un réseau neutre, on prédit que la population évolue vers le centre et loin des "falaises" de fitness (flèches sombres).

### Robustesse
Plus une séquence contient de voisins (séquences avoisinantes) neutres, plus elle sera robuste aux mutations car celles-ci sont plus à même de simplement la convertir de façon neutre en une séquence fonctionnellement équivalente. En effet, s'il y a de grosses différences entre le nombre de voisins neutres de différentes séquences au sein d'un réseau neutre, la population devrait évoluer vers des séquences robustes. On appelle parfois cela la circum-neutralité (circum-neutrality en anglais), et représente le mouvement de populations loin des "falaises" du paysage de la fitness.
Outre les modèles in silico, ces processus commencent à être confirmés par l'évolution expérimentale du cytochrome P450 et la β-lactamase. 

### Évolvabilité
L'intérêt d'étudier l'interaction entre la dérive génétique et la sélection est né vers les années 1930, lorsque la théorie du décalage-équilibre a proposé que dans certaines situations, la dérive génétique pourrait faciliter une évolution adaptative par la suite. Bien que les détails de la théorie soient largement discrédités, elle a attiré l'attention sur la possibilité que cette dérive puisse générer de la variation cryptique de telle façon que, bien qu'elle soit neutre à la fonction actuelle, elle puisse affecter la sélection pour de nouvelles fonctions (évolvabilité).
Par définition, tous les gènes au sein d'un réseau neutre possèdent une fonction équivalente ; cependant, certains peuvent montrer des promiscuités enzymatiques pouvant servir de points de départ à une évolution adaptative vers de nouvelles fonctions,. En termes d'espace de séquence, les théories actuelles prédisent que si les réseaux neutres pour deux activités différentes se chevauchent, une population évoluant de façon neutre peut se disperser vers des régions de la première activité du réseau lui permettant d'accéder à la deuxième activité. Cela serait le cas seulement si la distance entre les activités est plus petite que la distance qu'une population évoluant de façon neutre peut couvrir. Le degré d'inter-pénétration des deux réseaux déterminera à quel point les variations sur les promiscuités enzymatiques sont cryptiques dans l'espace de séquence.

## Cadre mathématique
Le fait que les mutations neutres soient probablement généralisées a été proposé par Freese et Yoshida en 1965. Plus tard, Motoo Kimura a développé une théorie neutraliste de l'évolution en 1968, supportée par King et Jukes qui ont proposé indépendamment une théorie similaire en 1969. Kimura a calculé le taux de substitutions nucléotidiques dans une population (soit le temps moyen nécessaire au remplacement d'une paire de bases au sein d'un génome) et a trouvé qu'il était de l'ordre de 1,8 année. Un taux aussi élevé ne serait toléré par aucune population mammalienne selon la formule de Haldane. En conséquence, il a conclu que, chez les mammifères, les mutations de substitutions nucléotidiques neutres (ou quasi-neutres) dans l'ADN doivent être dominantes. Il a calculé que de telles mutations ont lieu à un rythme d'environ 0-5 par année et par gamète.
Dans les années suivantes, un nouveau paradigme a émergé, qui place l'ARN comme molécule précurseur de l'ADN dans l'histoire de la vie. Un principe moléculaire primordial a été mis en avant dès 1968 par Crick, et a amené à ce que l'on appelle aujourd'hui l'hypothèse du monde à ARN. L'ADN se trouve, de manière prédominante, sous forme de double hélice entièrement appariée en bases, alors que l'ARN biologique est simple brin et montre souvent des interactions complexes entre bases appariées. Cela est dû à sa capacité accrue à former des liaisons hydrogène, un fait qui découle de l'existence d'un groupe hydroxyle supplémentaire au sein du ribose.
Dans les années 1970, Stein et Waterman ont jeté les bases de la combinatoire des structures secondaires d'ARN. Waterman a donné la première description théorique des structures secondaires d'ARN et les propriétés qui y sont associées, et les a utilisées pour produire un algorithme de repliement à énergie libre minimum (minimum free energy ou MFE en anglais) efficace. Une structure secondaire d'ARN peut être vue comme un diagramme à N sommets étiquetés avec ses paires de bases de Watson & Crick représentées comme des arcs non croisés dans le demi-plan supérieur. Ainsi, une structure secondaire est un "échafaudage" ayant beaucoup de séquences compatibles avec ses contraintes impliquant un appariement de bases. Plus tard, Smith et Waterman ont développé un algorithme qui a pu réaliser des alignements locaux de séquences. Nussinov a donné un autre algorithme de prédiction de la structure secondaire de l'ARN, décrivant un problème de repliement sur un alphabet à deux lettres comme un problème d'optimisation de graphe planaire où la quantité à maximiser est le nombre d'appariements dans la chaîne de séquence.
En 1980, Howell et ses collaborateurs ont calculé une fonction de génération de tous les repliements d'une séquence, alors que Sankoff en 1985 a décrit des algorithmes d'alignement de séquences finies, la prédiction de structures secondaires d'ARN (repliement), et la reconstruction de proto-séquences dans un arbre phylogénétique. Plus tard, en 1986, Waterman et Temple ont produit un algorithme de programmation dynamique à temps polynomial pour prédire la structure secondaire générale de l'ARN, alors qu'en 1990, McCaskill a présenté un algorithme programmation dynamique à temps polynomial pour calculer la fonction de partition d'équilibre complet d'une structure secondaire d'ARN.

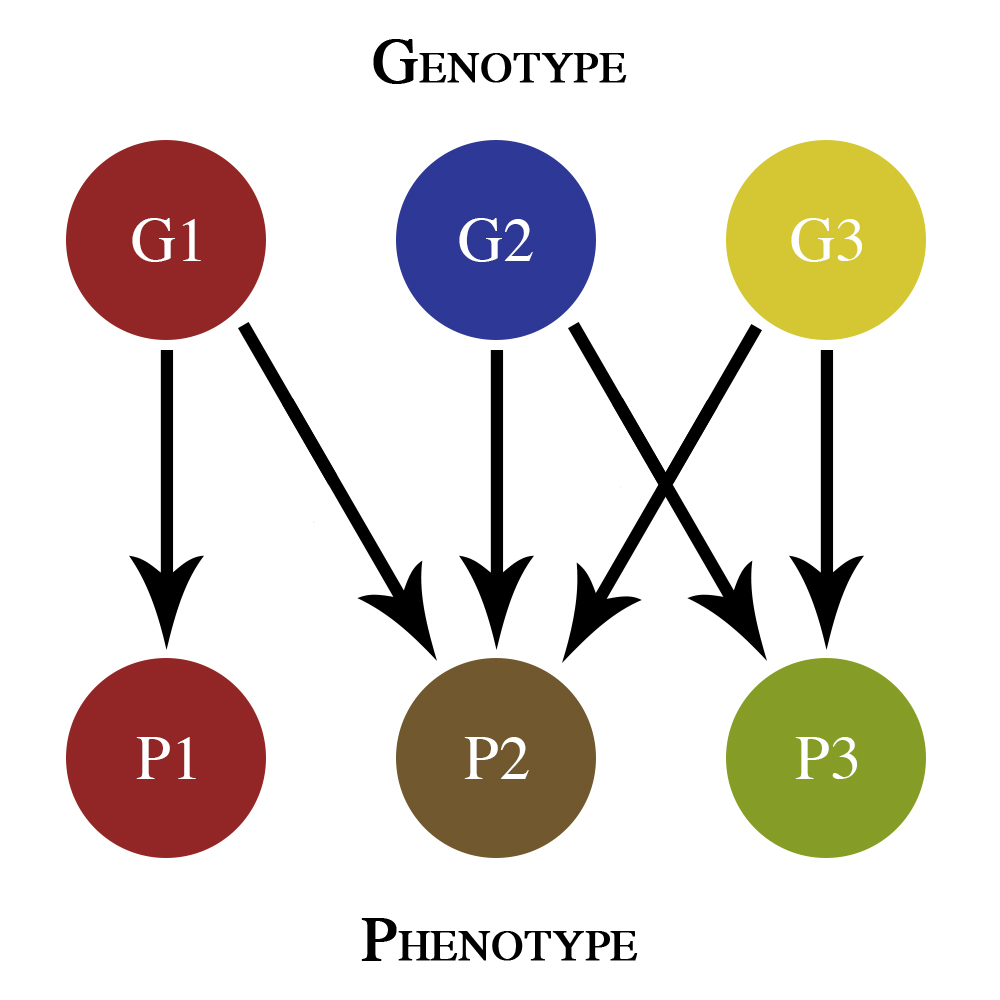
Une carte génotype-phénotype basique.

Zuker a mis en œuvre des algorithmes pour implémenter des algorithmes de calcul des MFE de structures secondaires de l'ARN sur la base des travaux de Nussinov et al., Smith et Waterman, et Studnicka et al. Plus tard, Hofacker et ses collaborateurs en 1994 ont présenté le package ViennaRNA, un progiciel intégrant la MFE de repliement et le calcul de la fonction de partition, ainsi que des probabilités d'appariement de bases.
En 1994, Schuster et Fontana ont déplacé l'attention vers la séquence pour structurer les cartes génotype-phénotype. Ils ont utilisé un algorithme de repliement inverse, pour produire des preuves informatiques que les séquences d'ARN partageant la même structure sont distribuées au hasard dans l'espace de séquence. Ils ont observé que des structures communes peuvent être atteintes à partir d'une séquence aléatoire par seulement quelques mutations. Ces deux faits les amènent à conclure que l'espace de séquence semblait être percolé par des réseaux neutres de mutants voisins plus proches qui se replient vers la même structure.
En 1997, Stadler et Schuster ont jeté les bases mathématiques pour l'étude et la modélisation de réseaux neutres de structures secondaires d'ARN. En utilisant un modèle de graphe aléatoire, ils ont prouvé l'existence d'une valeur-seuil pour la connectivité de sous-graphes aléatoires dans un espace de configuration, paramétré par λ, la fraction des voisins neutres. Ils ont montré que les réseaux sont connectés et percolent l'espace de la séquence si la fraction des voisins proches neutres dépasse λ* (valeur-seuil). En-dessous de ce seuil, les réseaux sont partitionnés en un "composant géant" plus grand et plusieurs autres, plus petits. Les principaux résultats de cette analyse concernaient les fonctions de seuil pour la densité et la connectivité pour les réseaux neutres ainsi que la conjecture de l'espace de forme de Schuster,,.